# Phaner furcifer
El lémur de orejas ahorquilladas de Masoala (Phaner furcifer) es una especie de mamífero primate de la familia Cheirogaleidae. Como todos los lémures es endémico de la isla de Madagascar y se distribuye desde Toamasina hacia el norte hasta la península de Masoala.
Es el más grande y oscuro lémur del género, con un pelaje largo y denso, de color marrón oscuro por el dorso y gris crema en el vientre. El dibujo negro en forma de horquilla, que partiendo de cada ojo se une en la nuca y continúa en una línea dorsal y que da nombre a los miembros de este género, es nítido, fino, negro y no llega a la base de la cola. Las mejillas y nariz son de tonalidad amarillenta, los pies y manos oscuros, y las grandes orejas desnudas tienen manchas oscuras redondeadas. La cola es larga y peluda, más oscura en la punta.
No hay estudios específicos sobre su alimentación, pero los eucaliptos son su base alimenticia. Se encuentra en pluvisilvas desde el nivel del mar a los 1000 m de altitud, y tiene hábitos arbóreos y nocturnos.
Su estatus en la Lista Roja de la UICN es de «vulnerable», pues su población ha menguado un tercio en las tres últimas generaciones, en 15 años, y se estima que decrecerá más de un 30% hasta 2022. Esto es debido a la pérdida de cantidad y calidad de su hábitat.